# 탕수육
탕수육(糖水肉)은 돼지고기에 녹말튀김옷을 입혀서 튀긴 것에 달고 새콤한 탕수 소스에 볶아서 먹는 한국식 중국요리다. 탕수 소스는 설탕, 식초, 야채, 녹말물 등을 기본으로 하여 끓여서 만든다. 1882년 임오군란 때 건너온 청나라 화교들이 한국인의 입맛에 맞도록 청의 탕추 요리를 한국화 한 것이 한국식 탕수육의 원조다.
짜장면, 짬뽕, 만두와 더불어 중국집이라고 불리는 식당에서 제공하는 주요 인기 메뉴에 속하며, 한국인들 사이에서는 탕수 소스의 '부먹'과 '찍먹'에 대해 끊임없이 논쟁을 벌이기도 한다.

## 어원
중국어 탕추러우(중국어: 糖醋肉, 병음: tángcùròu 한국 한자음: 당초육)의 "탕추(tángcù)"를 음차하는 과정에서 [tsʰ]가 [s]로 약화했다. 음차한 외래어 "탕수"와 한자어 "육(肉)"이 결합한 낱말이었으나, 두 번째 음절인 "수"가 한자어 수(水)로 역성되어, 표준국어대사전에 현재 탕수육((*糖)水肉)으로 표기되어 있다.
탕추(糖醋)는 설탕, 식초, 전분이 들어가는 조리법 및 소스를 가리키는 말이다. 탕(糖)은 설탕을 의미하고 추(醋)는 식초를 뜻한다. 중국에서는 탕추(糖醋)라는 말에 육류, 생선 이름을 덧붙여 많은 요리명을 만들어 낸다. 대표적인 예가 돼지고기로 만든 탕추육(糖醋肉), 황하의 잉어로 만드는 탕추리위(糖醋鯉魚)가 있다. 탕추(糖醋) 소스를 이용한 조리법은 산둥요리에서 폭넓게 사용된다.

## 역사

### 기원

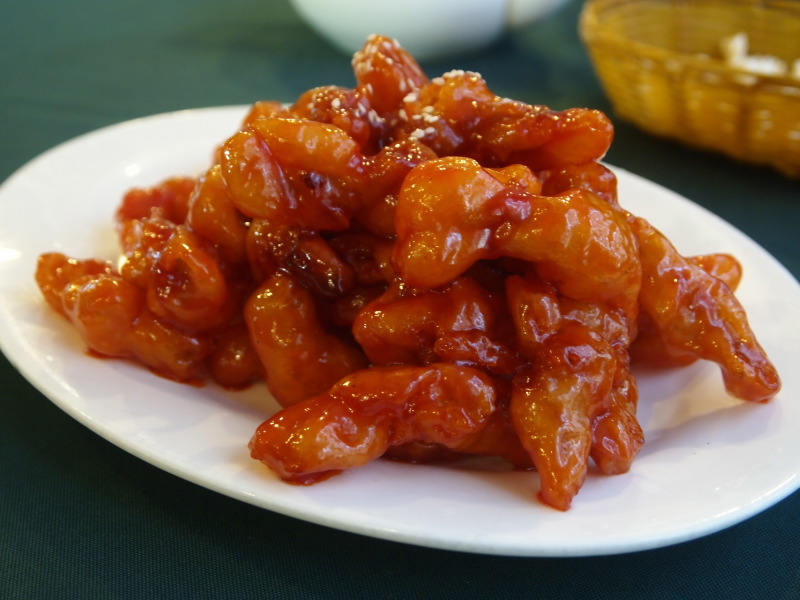
탕추리지 (탕추육)

한국은 소고기, 중국은 돼지고기 라고 할 정도로 중국인들은 돼지고기 요리를 많이 먹는다. 또한 고기 요리하면 중국에서는 통상 돼지고기로 만든 요리를 의미한다. 요리이름을 지을때도 돼지고기 요리는 '육(肉)'자만 사용하는데, 쇠고기는 '우육(牛肉, 니우러우)', 닭고기는 '계육(鷄肉, 지러우)'처럼 고기 명칭을 모두 써서 요리이름을 짓는 것을 원칙으로 한다. 과거 중국에서는 집집마다 돼지를 사육했다고 할 정도로 돼지고기 요리를 좋아한다고 한다. 이런 돼지고기를 이용한 대표적인 요리에는 동파육(東坡肉), 탕추육(糖醋肉) 등이 있다.
중국은 오래전부터 설탕과 식초를 주 재료로 하는 탕추(糖醋) 소스를 사용해온 것으로 알려져 있다. 한국에서 탕수육이라 불리는 이 요리의 원형은 중국 여러 지방에 따라 탕추리지, 궈바오러우, 구라오러우 등으로 그 종류가 나뉘어진다. 탕추리지는 가장 대중적인 탕수육으로 북경과 산동 지방의 것이며, 그 밖에 상해, 광동성 지역에서도 유명하다.

### 전래
1882년에 발생한 임오군란을 진압하기 위해 조선에서 청나라에 원군을 요청했는데, 그 때 위안스카이(袁世凱) 일행과 함께 들어온 청나라 상인들이 인천에 정착하면서 '청요리집'을 열었다. 이들은 주로 산둥반도 출신이었기에 산둥지역의 명물인 짜장면과 함께 산둥식 탕수육을 한국인들의 입맛에 맞게 변형시켜 판매하였다. 이것이 오늘날 한국인들이 좋아하는 탕수육이 되었다. 이 탕수육은 아편전쟁 이후 청에 들어온 서양인들을 위해 중국식 탕수육을 변형시켜 개발한 것을 다시 한국화 한 것이라는 설도 있다.

### 부먹 VS 찍먹
탕수육의 특징은 겉은 바싹한데 속은 촉촉하고 부드러운 것이 특징이다. 그런데 한국에서는 오래 전부터 탕수 소스를 부어서 먹는 것이 좋은 것인지 찍어서 먹는 것이 좋은가에 대해 논쟁을 거듭해왔다.

## 만들기
돼지고기를 먹기 좋은 크기로 썰고 후추·생강으로 간을 한 후, 간이 잘 배었을 때 계란 흰자와 전분을 반죽해 묻혀 기름에 바삭하게 튀긴 후, 케챂ㆍ식초ㆍ간장ㆍ설탕ㆍ녹말ㆍ굴소스를 끓인 물에 기호에 따라서 추가적으로 사과, 귤, 파인애플, 프루트 칵테일, 배추, 피망 등의 과일,채소를 넣고 끓인 소스를 부어먹는 음식이다.
튀김옷에 찹쌀을 쓴 것은 찹쌀탕수육이라 부른다.
탕수육의 조리법에서 닭고기를 사용할 경우 탕수기(糖醋雞), 버섯을 사용할 경우 탕수이(糖醋茸)라는 말을 붙이며, 각각 닭고기탕수육, 버섯탕수육이라는 말을 쓰기도 한다. 또한, 돼지고기 대신에 만두튀김이 들어가는 경우 탕수만두(糖醋饅頭)라고 한다.

## 갤러리

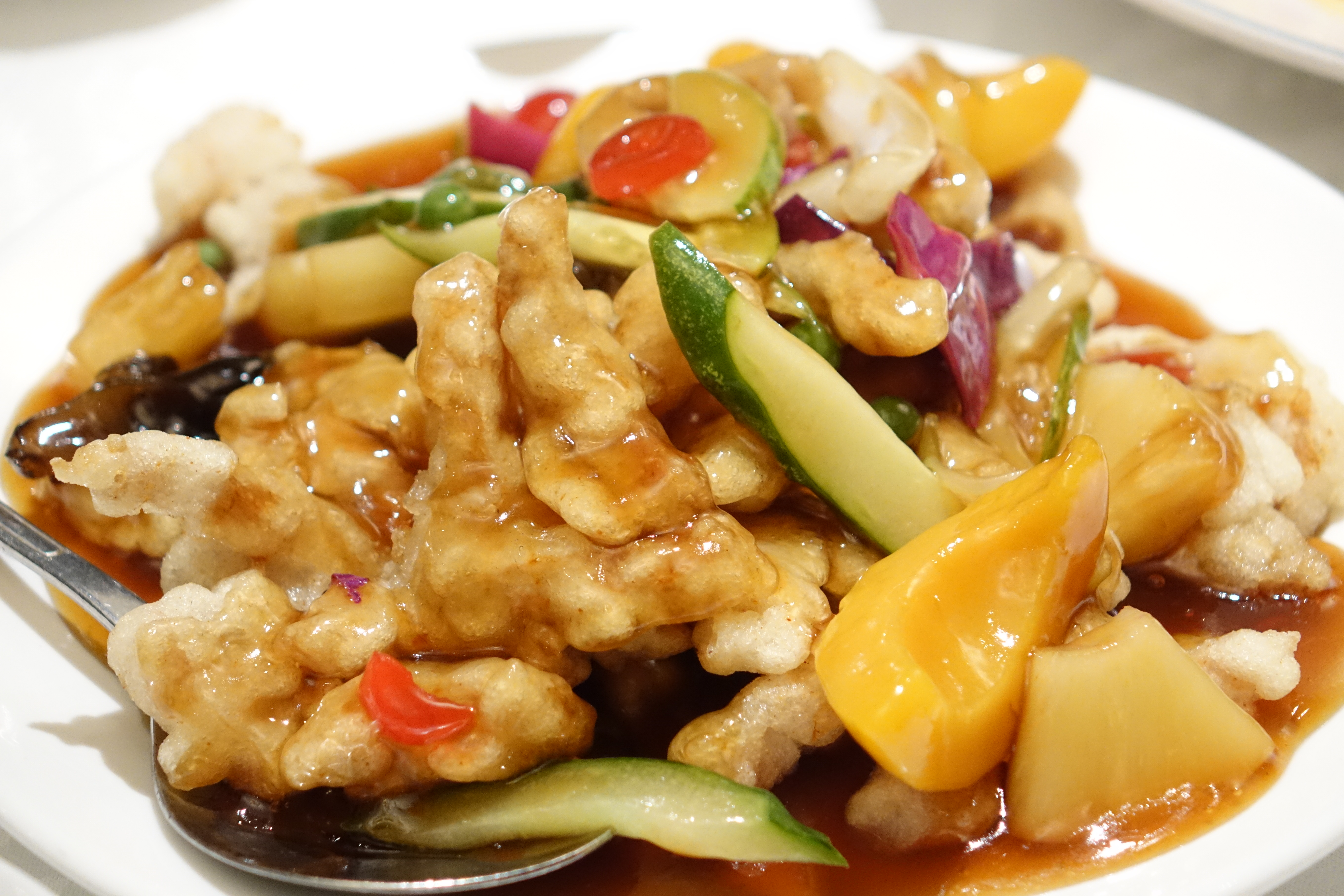
탕수육
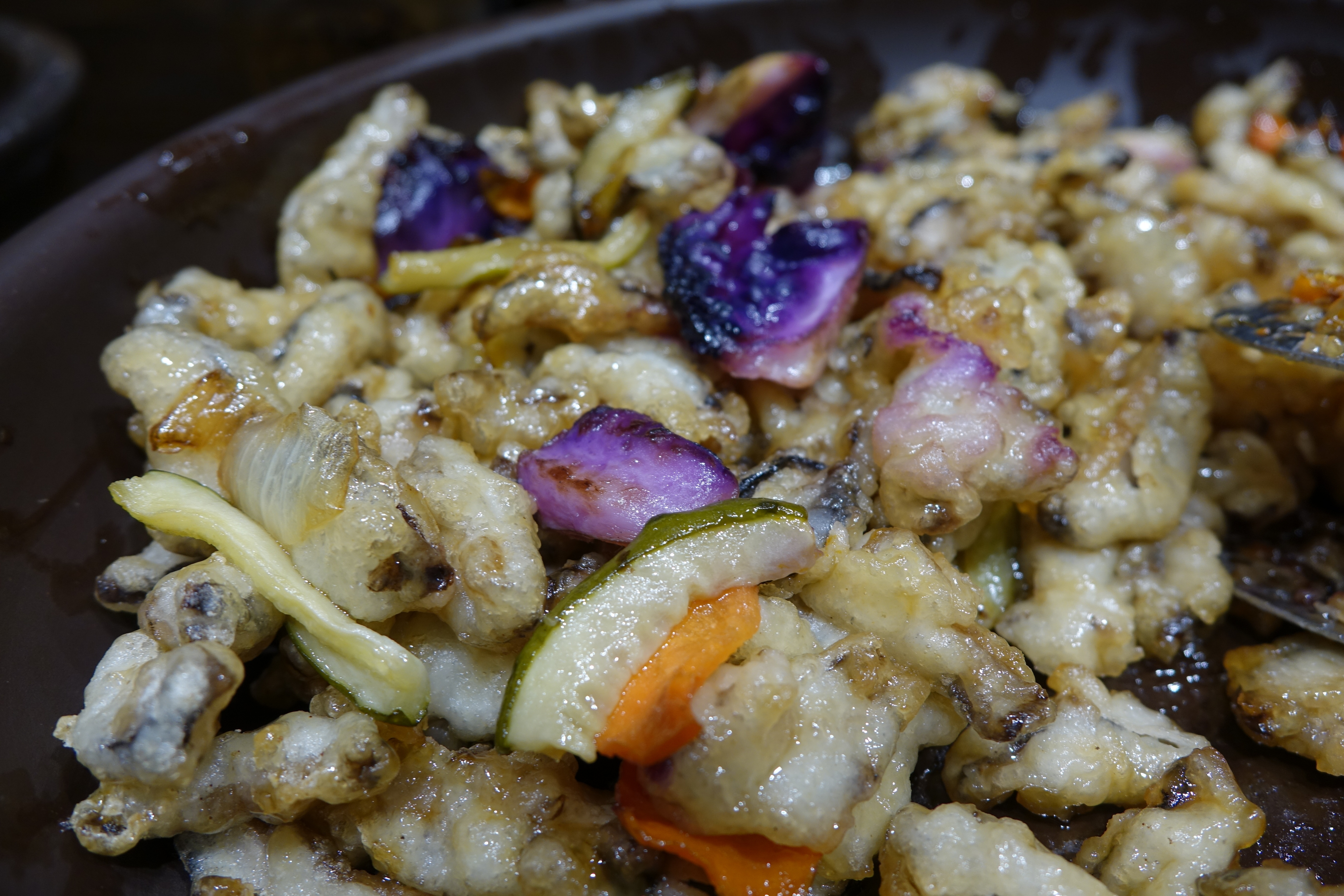
탕수버섯

## 같이 보기
- 구로육
- 궈바오러우
- 찹쌀탕수육
- 탕추리지